# Jean-Louis Marnat
Jean-Louis Marnat (* 7. August 1935 in Domecy-sur-Cure; † 15. Juli 1985 in Quenne) war ein französischer Autorennfahrer.

## Karriere
Jean-Louis Marnat betrieb in den 1960er-Jahren in Paris einen Shop für Mini-Accessoires und fuhr in seiner Freizeit mit einem Mini Cooper S Bergrennen. 1964 gab er mit einem Werks-Triumph Spitfire sein Debüt beim 24-Stunden-Rennen von Le Mans. Marnat war Teamkollege von Jean-François Piot, fiel jedoch frühzeitig nach einem Unfall aus. Im selben Jahr fuhr er die Tour de France für Automobile und wurde für Triumph 22. beim 1000-km-Rennen von Paris. Piot war wieder sein Teamkollege.
1966 war er ein wichtiger Partner des Marcos-Mini-GT-Projekts und wurde gemeinsam mit Claude Ballot-Léna 15. im Rennen. 1967 wurde er Werksfahrer bei Renault Alpine und bestritt 1968 mit der Alpine A210 sein letztes Le-Mans-Rennen, schied aber aus.
Marnat eröffnete nach dem Ende seiner Rennkarriere 1971 in Paris einen weiteren Shop für Mini-Accessoires und starb im Juli 1985 bei einem Autounfall.

## Statistik

### Le-Mans-Ergebnisse
| Jahr | Team                           | Fahrzeug           | Teamkollege            | Platzierung | Ausfallgrund    |
| ---- | ------------------------------ | ------------------ | ---------------------- | ----------- | --------------- |
| 1964 | Standard Triumph               | Triumph Spitfire   | Jean-François Piot     | Ausfall     | Unfall          |
| 1966 | Jean-Louis Marnat et Cie       | Marcos Mini GT 2+2 | Claude Ballot-Léna     | Rang 15     |                 |
| 1968 | Société des Automobiles Alpine | Alpine A210        | Jean-François Gerbault | Ausfall     | Zündungsschaden |

### Einzelergebnisse in der Sportwagen-Weltmeisterschaft
| Saison | Team              | Rennwagen                    | 1   | 2   | 3   | 4   | 5   | 6   | 7   | 8   | 9   | 10  | 11  | 12  | 13  | 14  | 15  | 16  | 17  | 18  | 19  | 20  |
| ------ | ----------------- | ---------------------------- | --- | --- | --- | --- | --- | --- | --- | --- | --- | --- | --- | --- | --- | --- | --- | --- | --- | --- | --- | --- |
| 1964   | Triumph AGACI     | Triumph Spitfire Mini-Cooper | DAY | SEB | TAR | MON | SPA | CON | NÜR | ROS | LEM | REI | FRE | CCE | RTT | SIM | NÜR | MON | TDF | BRI | BRI | PAR |
| 1964   | Triumph AGACI     | Triumph Spitfire Mini-Cooper |     |     |     |     |     |     |     |     | DNF |     |     |     |     |     |     |     | DNF |     |     | 22  |
| 1966   | Jean-Louis Marnat | Marcos Mini                  | DAY | SEB | MON | TAR | SPA | NÜR | LEM | MUG | CCE | HOK | SIM | NÜR | ZEL |     |     |     |     |     |     |     |
| 1966   | Jean-Louis Marnat | Marcos Mini                  |     |     | DNF |     |     |     | 15  |     |     |     |     |     |     |     |     |     |     |     |     |     |
| 1968   | Alpine            | Alpine A210                  | DAY | SEB | BRH | MON | TAR | NÜR | SPA | WAT | ZEL | LEM |     |     |     |     |     |     |     |     |     |     |
| 1968   | Alpine            | Alpine A210                  |     |     |     |     |     |     | DNF |     |     |     |     |     |     |     |     |     |     |     |     |     |